# Sergio Ceballos
Sergio Ceballos Hernández (Torreón, Coahuila, México; 16 de febrero de 1994) es un futbolista mexicano. Juega como defensa y actualmente no tiene equipo.

## Trayectoria
En el 2010 empezó a jugar en equipos de las fuerzas básicas del Club Santos Laguna; con el equipo sub-17 jugó durante dos años y medio y registró un total de 65 partidos jugados y un gol; el segundo semestre del 2012 empezó a jugar con el equipo sub-20 con los que tuvo participación en 23 partidos y anotó dos goles. En 2012 fue convocado para participar en el Torneo de Viareggio; el siguiente año estuvo de nueva cuenta en la competencia.
Debutó con el primer equipo fue el 6 de agosto de 2013 en un partido de la Copa México contra el Club Zacatepec, entró al minuto 81 en lugar de Osmar Mares y el partido terminó con resultado de 3-3, mientras que en primera división, debutó el 30 de octubre de 2013 contra el Club Deportivo Guadalajara al entrar de cambio al minuto 88 por Carlos Darwin Quintero, el partido terminó con victoria por marcador de 2-0 a favor del Santos. El 30 de noviembre de 2013 Santos venció de visitante por marcador de 0-1 al Club León en el Estadio León y así se coronó campeón del Torneo Apertura 2013 Sub-20.
Su primer partido como titular fue el 22 de febrero de 2014 en la derrota del Santos en contra del Club León por marcador de 4-2. El 4 de abril anotó su primer gol como profesional en el empate a dos goles en contra del Club de Fútbol Monterrey. Consiguió el título de la Copa México Apertura 2014 el 4 de noviembre, cuando Santos derrotó al Puebla Fútbol Club en penales en la final del torneo. El siguiente semestre obtuvo el título de liga del Torneo Clausura 2015 cuando su equipo derrotó en la final a Querétaro por marcador global de 5-3, tuvo un destaca actuación en el juego de vuelta, entrando al minuto 41 del primer tiempo cuando su equipo iba perdiendo 3-0.

## Estadísticas
Actualizado al último partido jugado el 18 de abril de 2023.
| Santos Laguna · México |               |               |     |    |    |   |   |    |     |    |
| 1ª | 2013-14       | 16            | 1   | 3  | 0  | 7 | 0 | 26 | 1   |    |
| 1ª | 2014-15       | 20            | 0   | 8  | 0  | - | - | 28 | 0   |    |
| Total club | Total club    | 36            | 1   | 11 | 0  | 7 | 0 | 54 | 1   |    |
| Club Puebla · México |               |               |     |    |    |   |   |    |     |    |
| 1ª | C-2016        | 1             | 0   | 0  | 0  | - | - | 1  | 0   |    |
| 1ª | A-2016        | 0             | 0   | 3  | 0  | - | - | 3  | 0   |    |
| Total club | Total club    | 1             | 0   | 3  | 0  | 0 | 0 | 4  | 0   |    |
| Tampico Madero · México |               |               |     |    |    |   |   |    |     |    |
| 2ª | 2017-18       | 16            | 0   | 4  | 0  | - | - | 20 | 0   |    |
| Total club | Total club    | 16            | 0   | 4  | 0  | 0 | 0 | 20 | 0   |    |
| Potros UAEM · México |               |               |     |    |    |   |   |    |     |    |
| 2ª | 2018-19       | 8             | 1   | 0  | 0  | - | - | 8  | 1   |    |
| Total club | Total club    | 8             | 1   | 0  | 0  | 0 | 0 | 8  | 1   |    |
| Tepatitlán FC · México |               |               |     |    |    |   |   |    |     |    |
| 2ª | 2019          | 22            | 2   | -  | -  | - | - | 22 | 2   |    |
| 2ª | 2020-21       | 36            | 2   | -  | -  | - | - | 36 | 2   |    |
| Total club | Total club    | 58            | 4   | 0  | 0  | 0 | 0 | 58 | 4   |    |
| Mineros · México |               |               |     |    |    |   |   |    |     |    |
| 2ª | 2021-22       | 34            | 3   | -  | -  | - | - | 34 | 3   |    |
| 2ª | 2022          | 13            | 0   | -  | -  | - | - | 13 | 0   |    |
| Total club | Total club    | 47            | 3   | 0  | 0  | 0 | 0 | 47 | 3   |    |
| Pumas Tabasco · México |               |               |     |    |    |   |   |    |     |    |
| 2ª | 2023          | 14            | 2   | -  | -  | - | - | 14 | 2   |    |
| Total club | Total club    | 14            | 2   | 0  | 0  | 0 | 0 | 14 | 2   |    |
| Total carrera | Total carrera | Total carrera | 180 | 11 | 18 | 0 | 7 | 0  | 205 | 11 |
| (1)Incluye datos de la Copa México y Campeón de Campeones (2014-15) (2)Incluye datos de la Copa Libertadores de América (2014) |               |               |     |    |    |   |   |    |     |    |

## Palmarés

### Campeonatos nacionales
| Título               | Equipo             | País   | Año           |
| -------------------- | ------------------ | ------ | ------------- |
| Liga MX Sub-20       | Club Santos Laguna | México | A-2013        |
| Copa México          | Club Santos Laguna | México | A-2014        |
| Liga MX              | Club Santos Laguna | México | C-2015        |
| Campeón de Campeones | Club Santos Laguna | México | 2014-15       |
| Liga de Expansión MX | Tepatitlán F.C     | México | Clausura 2021 |
| Campeón de Campeones | Tepatitlán F.C     | México | 2020-2021     |